# 埃倫德貝格山
47°17′4″N 13°44′51″E / 47.28444°N 13.74750°E

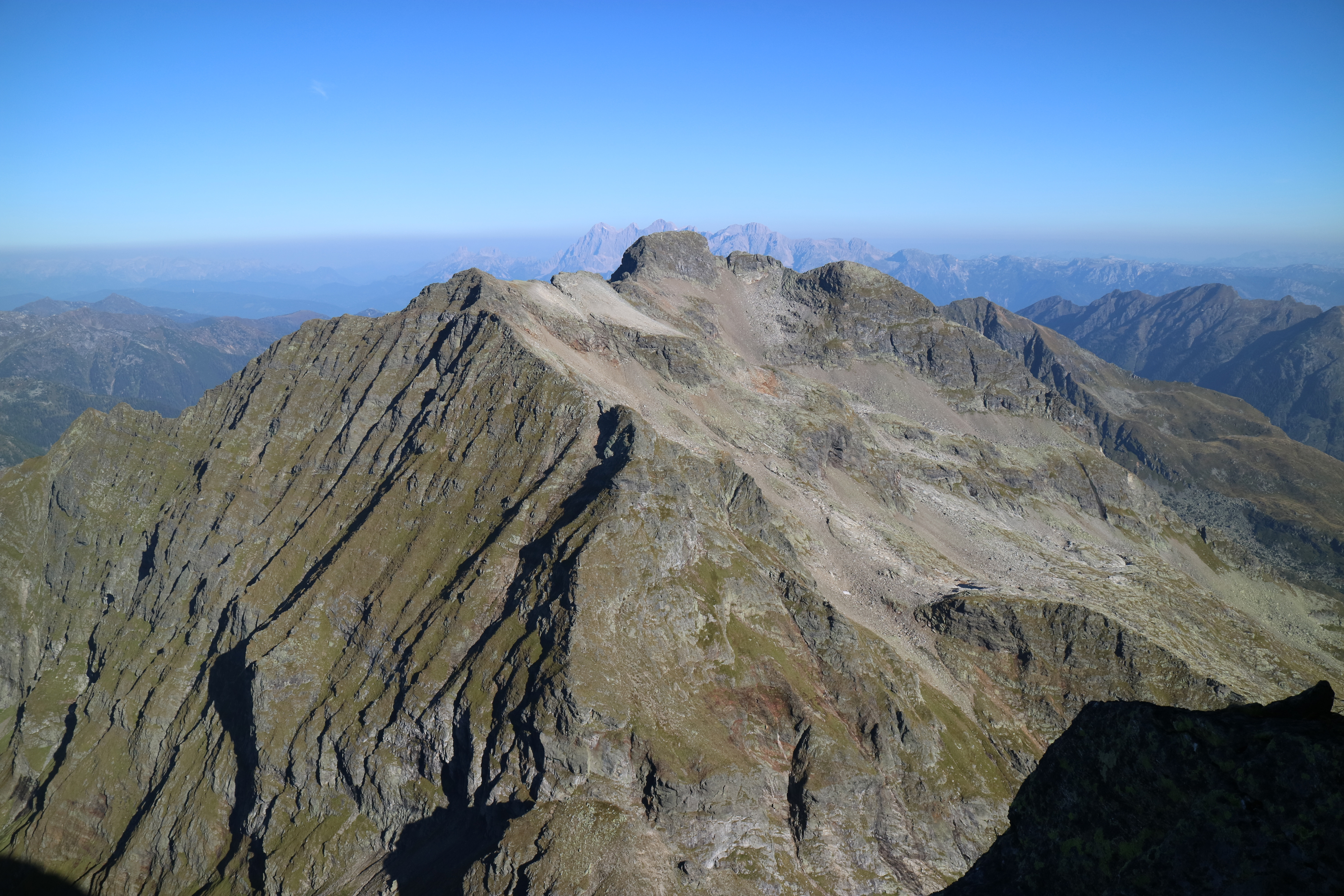

埃倫德貝格山（德語：Elendberg），是奧地利的山峰，位於該國東南部，由施泰爾馬克州負責管轄，屬於施拉德明陶恩山脈的一部分，距離荷賀哥陵峰1.7公里，海拔高度2,672米，每年平均降雨量2,029毫米。